# Солец-Куявски (гмина)
Солец-Куявски (пол. Solec Kujawski) — гмина (волость) в Польше, входит как административная единица в Быдгощский повет, Куявско-Поморское воеводство. Население — 16 055 человек (на 2004 год).

## Соседние гмины
1. Быдгощ
2. Гмина Нова-Весь-Велька
3. Гмина Роево
4. Гмина Велька-Нешавка
5. Гмина Злавесь-Велька